# Brunau (Kalbe)
Brunau ist ein Ortsteil und eine Ortschaft der Stadt Kalbe (Milde) im Altmarkkreis Salzwedel in Sachsen-Anhalt, Deutschland.

## Geographie

### Lage
Brunau, ein großes Straßendorf mit Kirche, liegt am Rand des Kalbeschen Werders, 12 Kilometer nordöstlich von Kalbe (Milde) in der Altmark.

### Ortschaftsgliederung
Die Ortschaft Brunau besteht aus den Ortsteilen Brunau und Plathe.

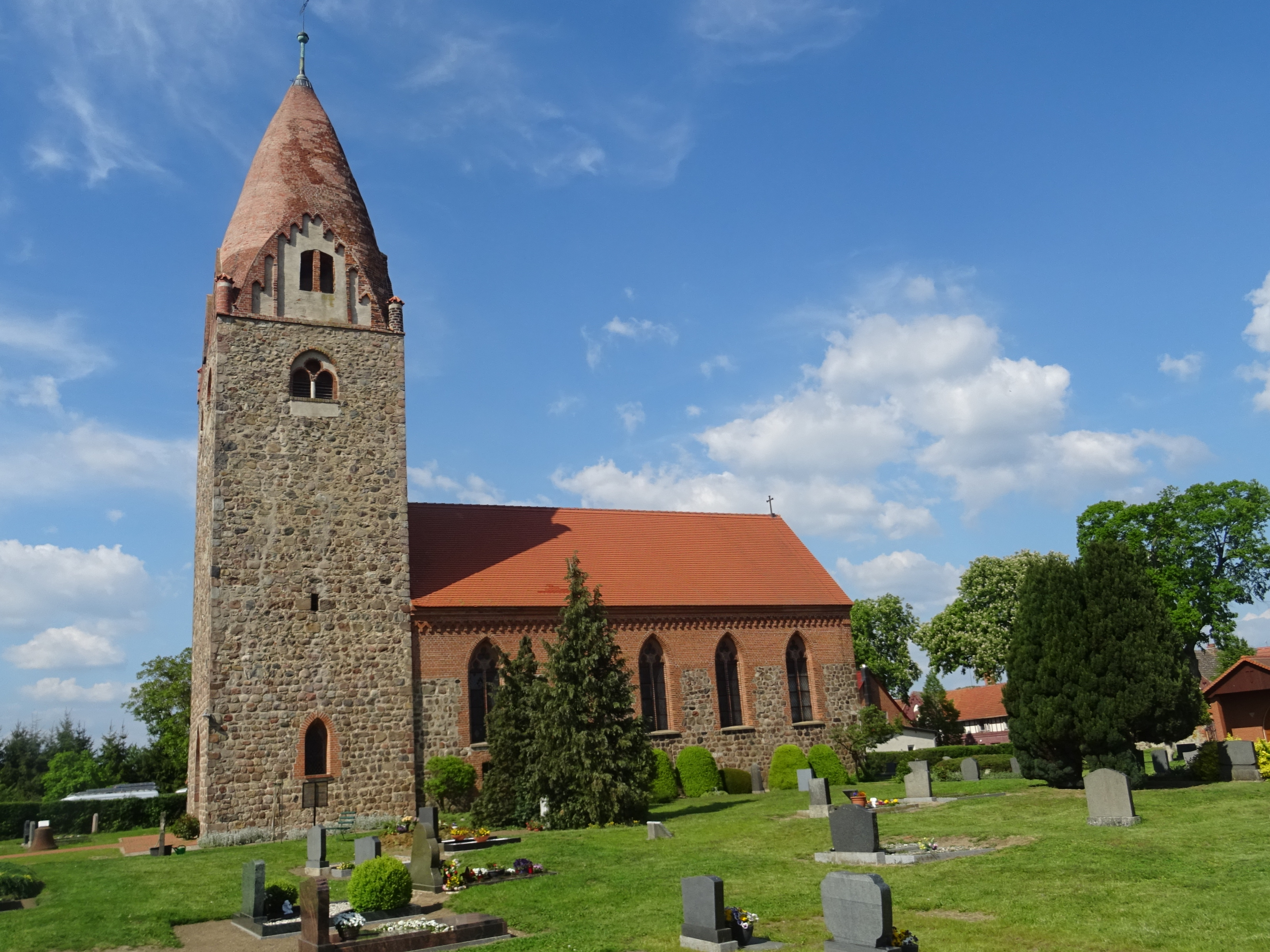
Dorfkirche St. Martin von Süden

## Geschichte

### Mittelalter bis Neuzeit
Brunau wurde Jahre 1324 als Brunowe erwähnt, als Hans und Heinecke von Kröcher das Schloss Kalbe mit den zugehörigen Dörfern an Albrecht von Alvensleben verkauften.
Bei der Bodenreform wurde 1945 ermittelt: 71 Besitzungen unter 100 Hektar hatten zusammen 912 Hektar, der Kirche gehörten 5 Hektar, die Gemeinde hatte einen Hektar Land. 1946 wurden 148 Hektar enteignet, davon wurden 74,7 Hektar auf 20 Siedler aufgeteilt. Im Jahre 1948 gab es aus der Bodenreform 49 Erwerber, davon 8 Neusiedler. Im Jahre 1953 entstand die erste Landwirtschaftliche Produktionsgenossenschaft vom Typ III, die LPG „Stalins Vermächtnis“, die sich ab 1961 LPG „Lindenhort“ nannte. Erst 1959 wurde die zweite LPG, vom Typ I „Altmärkerland“ gegründet. 1973 wurde ein Agrochemisches Zentrum gegründet.

### Eingemeindungen
Ursprünglich gehörte das Dorf zum Arendseeischen Kreis der Mark Brandenburg in der Altmark. Zwischen 1807 und 1813 lag der Ort im Kanton Kalbe auf dem Territorium des napoleonischen Königreichs Westphalen. Nach weiteren Änderungen gehörte die Gemeinde ab 1816 zum Landkreis Gardelegen.
Am 25. Juli 1952 wurde Brunau in den Kreis Kalbe (Milde) umgegliedert, am 1. Januar 1988 kam es zum Kreis Salzwedel und schließlich am 1. Juli 1994 zum heutigen Altmarkkreis Salzwedel. Brunau war mit seinem Ortsteil Plathe, der am 1. August 1973 nach Brunau eingemeindet wurde, bis Ende 2009 eine eigenständige Gemeinde und Mitglied der Verwaltungsgemeinschaft Arendsee-Kalbe.
Durch einen Gebietsänderungsvereinbarung beschlossen die Gemeinderäte der Gemeinden Stadt Kalbe (Milde), Brunau, Engersen, Jeetze, Kakerbeck, Packebusch und Vienau, dass ihre Gemeinden aufgelöst und zu einer neuen Stadt Kalbe (Milde) vereinigt werden. Dieser Vertrag wurde vom Landkreis als unterer Kommunalaufsichtsbehörde genehmigt und trat am 1. Januar 2010 in Kraft.
Nach Umsetzung der Vereinigungsvereinbarung der bisher selbstständigen Gemeinde Brunau wurden Brunau und Plathe Ortsteile der neuen Stadt Kalbe (Milde). Für die eingeflossene Gemeinde wurde die Ortschaftsverfassung nach den §§ 86 ff. Gemeindeordnung Sachsen-Anhalt eingeführt. Die aufgenommene Gemeinde Brunau und künftigen Ortsteile Brunau und Plathe wurden zur Ortschaft der neuen Stadt Kalbe (Milde). In der eingeflossenen Gemeinde und nunmehrigen Ortschaft Brunau wurde ein Ortschaftsrat mit sieben Mitgliedern einschließlich Ortsbürgermeister gebildet.

### Einwohnerentwicklung
| Jahr | Einwohner |
| ---- | --------- |
| 1734 | 182       |
| 1774 | 209       |
| 1791 | 186       |
| 1798 | 228       |
| 1801 | 232       |
| 1818 | 140       |
| 1840 | 274       |
| 1864 | 393       |

| Jahr | Einwohner |
| ---- | --------- |
| 1871 | 440       |
| 1885 | 534       |
| 1895 | 540       |
| 1900 | [0]314    |
| 1905 | 510       |
| 1910 | [0]551    |
| 1925 | 540       |
| 1939 | 531       |

| Jahr | Einwohner |
| ---- | --------- |
| 1946 | 791       |
| 1964 | 633       |
| 1971 | 617       |
| 1981 | 799       |
| 1993 | 740       |
| 2015 | 483       |
| 2016 | 464       |
| 2017 | 484       |

| Jahr | Einwohner |
| ---- | --------- |
| 2018 | 491       |
| 2020 | [00]478   |
| 2021 | [00]471   |
| 2022 | [0]439    |
| 2023 | [0]427    |

Quelle, wenn nicht angegeben, bis 1993 und 2015 bis 2018

## Religion

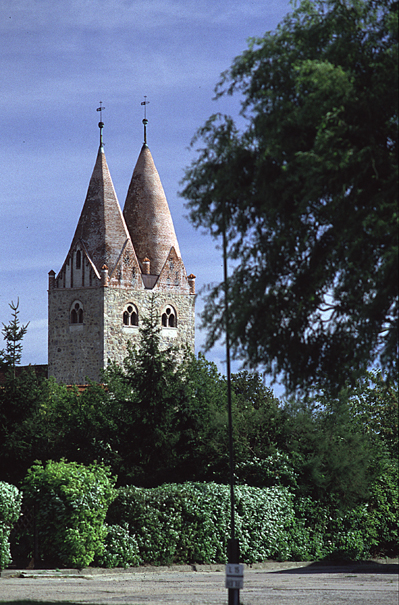
Türme der St.-Martins-Kirche – Die ungleichen Schwestern

Die evangelische Kirchengemeinde Brunau, die früher zur Pfarrei Plathe gehörte, wird heute betreut vom Pfarrbereich Fleetmark-Jeetze im Kirchenkreis Salzwedel im Bischofssprengel Magdeburg der Evangelischen Kirche in Mitteldeutschland. Die ältesten überlieferten Kirchenbücher für Brunau stammen aus dem Jahre 1638.
Die katholischen Christen gehören zur Pfarrei St. Anna in Stendal im Dekanat Stendal im Bistum Magdeburg.

## Politik

### Ortsbürgermeisterin
Ortrun Cyris ist Ortsbürgermeister der Ortschaft Brunau.

### Ortschaftsrat
Bei der Ortschaftsratswahl am 26. Mai 2019 stellte sich die Freie Liste zur Wahl. Sie gewann alle 7 Sitze. Gewählt wurden 2 Ortschaftesrätinnen und 4 Räte. Ein Sitz konnte mangels Bewerber nicht vergeben werden.

## Kultur und Sehenswürdigkeiten

### Bauwerke
Das kulturgeschichtlich und architektonisch wichtigste und auffälligste Bauwerk ist die evangelische St.-Martins-Kirche. Sie wurde um 1200 im romanischen Stil aus Feldsteinen errichtet und erhielt später auf dem Querturm zwei unterschiedliche Turmhelme, einer in der Form eines Kegels und der andere in der Form einer achtseitigen Pyramide, aus Backstein im gotischen Stil. Diesen Umstand schreibt die Legende zwei Töchtern des Geschlechts derer Alvensleben aus Plathe zu, die sich nicht über die Form des Turmhelms einigen konnten. Schließlich ließen sie sich je einen Turm errichten.

### Vereine
- Die Folkloregruppe Brunau ist seit 1982 aktiv. Sie tragen unter anderem altmärkische Lieder des Heimatdichters Fritz Hagen auf Platt- oder Hochdeutsch vor.[20]
- Förderverein St. Martin Kirche zu Brunau e. V.
- Sportverein Brunau 1906 e. V.

## Wirtschaft und Infrastruktur
In Brunau gibt es mehrere Einzelhandelsgeschäfte und Kleinunternehmen. Außerdem gibt es in Brunau eine Grundschule (Wilhelm-Busch-Grundschule), einen Kindergarten und einen Hort. Zwischen Brunau und Packebusch befindet sich der Bahnhof Brunau-Packebusch an der Bahnstrecke Stendal–Uelzen.

## Persönlichkeiten
- Alfred zu Dohna-Schlobitten (1852–1929), preußischer General